# Cabillus tongarevae
Cabillus tongarevae es una especie de pez de la familia de los Gobiidae en el orden de los Perciformes.

## Morfología
Los machos pueden llegar a alcanzar los 2,7 cm de longitud total.

## Hábitat
Es un pez de mar y de clima tropical y asociado a los arrecifes de coral. 

## Distribución geográfica
Se encuentra en Australia, Txagos

## Observaciones
Es inofensivo para los humanos. 